# Amis a Amil
Amis a Amil (kolem roku 1200, Ami et Amile) je francouzský středověký hrdinský epos, jeden z tzv. chansons de geste. Společně s písní Jourdain de Blaye z počátku 13. století patří do tzv. Malého regionálního cyklu blaiveského.

## Původ a charakteristika písně
Nejstarší verze příběhu Amise a Amila je obsažena v díle francouzského latinského básníka a vzdělaného benediktýnského mnicha z Kláštera Saint-Benoît-sur-Loire Radulpha Tortaria vzniklá před rokem 1114. Z poloviny 12. století je anonymní latinské dílo Vita sanctorum Amici et Amelii (Život svatého Amise a Amila). Předpokládá se, že východiskem těchto skladeb i následující chanson de geste je dnes již ztracená starší epická skladba. Francouzský romanista Gaston Paris odvozoval vznik písně z neznámé východní povídky.
Píseň, vyprávějící o věrném přátelství, obsahuje folklórní, historické i hagiografické motivy a spojuje křesťanskou středověkou tradici s původní pohanskou. Pro své působivé verše byla ve středověku velmi oblíbená. Brzy vznikly její cizojazyčné verze (německá, anglonormanská, norská a další) a její příběh byl také ve 14. století zpracován jako mirákl Un Miracle de Notre Dame d’Amis et Amile.
Navazující píseň Jourdain de Blaye vypráví příběhy Amilova vnuka Jourdaina, které připomínají starořecký román Příhody Apollonia, krále Tyru.

## Obsah písně
Amis a Amil jsou blíženci. Narodili se ve stejný den a jsou si k nerozeznání podobni. Oba vstupují do služeb Karla Velikého a spojí je nerozlučné přátelství. Amis se oženil s Lubias de Blaye a stane se blaiveským hrabětem, zatímco Amil byl jmenován královským senešalem. Zamiluje se do něho dcera Karla Velikého Belissent a Hardré, strýc Lubias, Amila obžaluje, že ji připravil o panenství. Amil musí svou nevinu dokázat pomocí souboje božího soudu. Využije své podobnosti s Amisem a požádá jej, zda by do souboje nenastoupil namísto něho, protože je vskutku vinen a také proto, že Amis je v boji lepší než on. Amil mezitím odjíždí do Blaye, kde je Lubias považován za manžela. Před cizoložstvím se pojistil tím, že mezi sebe a přítelovu ženu položil meč.
Amis příteli vyhoví a v souboji zvítězí. Poté pojme Bellissent za ženu a odvede ji k jejímu skutečnému manželovi. Za tento podvod v němž se dopustil hříchu dvojženství, je Bohem potrestán malomocenstvím. Lubias, která je stejně podlá jako její strýc, Amise okamžitě pro jeho nemoc zapudí. Amis musí opustit Blaye a doprovázen pouze dvěma věrnými sluhy se živí jako žebrák. Tak jej po letech objeví Amil a okamžitě jej vezme do svého paláce. Zde se mu zjeví anděl, od kterého se dozví, že jeho přítele může vyléčit pouze koupel v krvi jeho dětí. Po krutém duševním boji Amil své dva syny opravdu zabije. Jejich krev Amise skutečně uzdraví a Bůh pak Amila odmění tím, že jeho děti vzkřísí. Oba přátelé se pak vydají na pouť do Palestiny ke Svatému hrobu.
V písni Rytířské skutky Ogiera Dánského (asi 1215, La chevalerie Ogier de Danemarche) je popsáno, jak rytíř Ogier Dánský oba přátele zabije v bitvě, kde bojuje na straně langobardského krále Didiera, který povstal proti Karlovi Velikému. Oba přátelé zemřou téhož dne, ale každý na jiném místě. Jejich hroby se ale zázrakem spojí.

## Česká adaptace
Roku 1880 vydal český novoromantický básník a prozaik Julius Zeyer Román o věrném přátelství Amise a Amila inspirovaný touto chanson de geste.